# Dryadorchis singularis
Dryadorchis singularis är en orkidéart som först beskrevs av Johannes Jacobus Smith, och fick sitt nu gällande namn av Eric Alston Christenson och André Schuiteman. Dryadorchis singularis ingår i släktet Dryadorchis och familjen orkidéer. Inga underarter finns listade i Catalogue of Life.